# آب‌پرده
روستای آب پرده در بخش مرکزی شهرستان شیراز و دهستان دراک و در ۴۰ کیلومتری شمال غربی شیراز واقع شده است و یکی از روستاهای بخش دشمن‌زیاری می‌باشد. این روستا در مجاورت روستاهای چشمه تلخو و روستاهای قره چمن، کودیان، شول (سپیدان) و تنگ کبوتری قرار دارد. وسعت این روستاحدود ۵۰۰۰ هکتار با آب و هوایی سرد و خنک است.
در فاصله چند کیلومتری از منطقه مسکونی روستا قناتی به نام چشمه صفا وجود دارد که در آنجاآثار سکونت مردمانی در گذشتگان مشهود است، در نزدیکی قنات آسیاب آبی و در جایی دیگر تپه ای تاریخی به نام تپه نامدار خوانی که جزء آثار ملی و به شماره۱۶۰۲۷ ثبت گردیده وجود دارد که نشانگر تاریخ و قدمت روستا است. روستای آب پرده در منطقه ای خوش آب و هوا و خنک واقع شده و روستایی سر سبز و تفریحی است. روستای آب پرده درمحدوده رشته کوه‌های زاگرس قرار دارد. اطراف روستا را کوه‌های سر به فلک کشیده وسرسبز احاطه کرده است. این کوه‌ها دارای تنوع گیاهان خوراکی ودارویی می‌باشد.

## مردمان روستا
اجداد مردمان فعلی این روستا ابتدا در محل چشمه صفا ساکن بوده‌اند. سپس با آمدن به محل فعلی و احداث ساختمان‌هایی بصورت قلعه با مصالح سنگ و گچ و چوب، ساکن شده‌اند که بقایای اندکی از این قلعه‌ها هنوز باقیست. مردم این روستا از قوم لر می‌باشند و به زبان لری جنوبی صحبت می‌کنند.
اکثر مردم این روستا قبل از انقلاب به شیراز مهاجرت نموده و در این شهر ساکن شده‌اند. کار اصلی مردم روستا کشاورزی است که در گذشته با دامداری نیز همراه بوده است. اصلی‌ترین کشت آنها گندم می‌باشد و همچنین دارای محصولاتی از قبیل سیب و هلو و حبوباتی مثل لوبیا، عدس، ذرت و نخود می‌باشد. آب کشاورزی توسط پنج رشته قنات و تلمبه‌های متعدد تأمین می‌گردد.
امکانات این روستا شامل :آب لوله‌کشی، برق، مخابرات، خانه بهداشت، مدرسه ابتدائی و راهنمائی، مسجد و حسینیه می‌باشد.

## محصولات کوهی
روستای آب پرده درمحدوده رشته کوه‌های زاگرس قرار دارد. به طوری که کوه‌های سر به فلک کشیده وسرسبز اطراف روستا را احاطه کرده است. این کوه‌ها دارای تنوع گیاهان خوراکی و دارویی می‌باشد از گیاهان خوارکی می‌توان از کارده نام برد که بااین گیاه آش کارده درست می‌کنند که دسر غذایی موردعلاقه بسیاری ازشیرازی‌ها می‌باشد. همچنین از دیگرگیاهان می‌توان لپو سبزی خوش طعم که درون دمپخت می‌ریزند وقارچ که همزمان باباران بهاری رویش می‌کند. ریواس که گیاهی با ساقه‌های ترش مزه می باشدو درخت مجک (در زبان فارسی بخورک) که تقریباً تمام کوه‌های آب پرده راپوشیده است. گیاهان دارویی چای سفید و آویشن را نام برد. ودراین کوه‌ها جانورانی مانند روباه، خرگوش، گرگ وپرندگانی مانند کبک به حیات ادامه می‌دهند.

## زبان
زبان مردم این روستا لری گویش لری جنوبی که یکی از گویش‌های لری است. مردم لر با یک زبان ولی با لهجه‌های متفاوت سخن می‌گویند.
زبان لری به سه دسته لری شمالی، گویش بختیاری و لری جنوبی تقسیم شده است. لری جنوبی با لری بختیاری ۸۶ درصد و با لری شمالی ۷۸ درصد به هم شباهت دارند.
در گویش لری بختیاری ضمیر متصل سوم شخص مفرد و جمع
که در فارسی ش" است، به صورت س تلفظ می‌شود. مانند:
بؤوخشش در لری جنوبی که به معنای او را ببخش است که در لری بختیاری بؤوخشس تلفظ می‌شود. (در لری جنوبی "ش" ضمیر متصل سوم شخص همان "ش" تلفظ می‌شود)
اکثریت مردم شهرستان‌های سپیدان، ممسنی و بخش‌هایی از شهرستان‌های شیراز، بیضا، مرودشت، 
کوه‌چنار در استان فارس و کُلیت استان کهگیلویه و بویراحمد و گناوه، بندر دیلم در استان بوشهر و شهرستان‌هایی در خوزستان مانند بهبهان، هندیجان و در استان اصفهان بخش پادنا و بخش پادنا علیا به گویش لری جنوبی صحبت می‌کنند